# Медісон (округ, Нью-Йорк)
Шаблон:StateAbbr_ 42°55′ пн. ш. 75°40′ зх. д. / 42.91° пн. ш. 75.67° зх. д.
Округ Ме́дісон (англ. Madison County) — округ (графство) у штаті Нью-Йорк, США. Ідентифікатор округу 36053.

## Історія
Округ утворений 1806 року.

## Демографія
За даними перепису
2000 року
загальне населення округу становило 69441 осіб, зокрема міського населення було 29010, а сільського — 40431.
Серед мешканців округу чоловіків було 34074, а жінок — 35367. В окрузі було 25368 домогосподарств, 17577 родин, які мешкали в 28646 будинках.
Середній розмір родини становив 3,04.
Віковий розподіл населення поданий у таблиці:
| Стать    | До 15 років | 15-21 | 22-29 | 30-39 | 40-49 | 50-65 | 65-85 | Понад 85 |
| -------- | ----------- | ----- | ----- | ----- | ----- | ----- | ----- | -------- |
| Чоловіки | 7162        | 4734  | 2749  | 4983  | 5348  | 5403  | 3400  | 295      |
| Жінки    | 6905        | 4750  | 2745  | 5055  | 5424  | 5522  | 4233  | 733      |

## Виноски
1. ↑  U.S. Decennial Census. United States Census Bureau. Архів оригіналу за 19 липня 2018. Процитовано 5 січня 2015.
2. ↑  Historical Census Browser. University of Virginia Library. Архів оригіналу за 11 серпня 2012. Процитовано 5 січня 2015.
3. ↑  Population of Counties by Decennial Census: 1900 to 1990. United States Census Bureau. Архів оригіналу за 19 лютого 2015. Процитовано 5 січня 2015.
4. ↑  Census 2000 PHC-T-4. Ranking Tables for Counties: 1990 and 2000 (PDF). United States Census Bureau. Архів оригіналу (PDF) за 18 грудня 2014. Процитовано 5 січня 2015.
5. ↑  State & County QuickFacts. United States Census Bureau. Архів оригіналу за 7 червня 2011. Процитовано 12 жовтня 2013.(англ.) Наведено за англійською вікіпедією.
6. ↑  American FactFinder. Бюро перепису населення США. Архів оригіналу за 26 лютого 2012. Процитовано 31 січня 2008.

| США | Це незавершена стаття з географії США. Ви можете допомогти проєкту, виправивши або дописавши її. |